# Conocyathus
Genre
Conocyathus est un genre de coraux durs de la famille des Turbinoliidae.

## Liste d'espèces
Selon World Register of Marine Species (13 août 2020) :
- Conocyathus cyclocostatus Tenison-Woods, 1878 †
- Conocyathus formosus Cairns, 2004
- Conocyathus gracilis Cairns, 1998
- Conocyathus sulcatus d'Orbigny, 1849 †
- Conocyathus zelandiae Duncan, 1876

Selon Paleobiology Database (14 juillet 2015) :
- Conocyathus (Chingchingocyathus)
- Conocyathus cyclocostatus
- Conocyathus daniae
- Conocyathus sulcatus
- Conocyathus togoensis
- Conocyathus turbinolioides
- Conocyathus zelandiae